# Party Like a Russian
«Party Like a Russian» (Вечеринка по-русски или Веселись, как русский) — сингл и одноимённая песня британского поп-певца Робби Уильямса из его одиннадцатого студийного альбома Heavy Entertainment Show, вышедший 30 сентября 2016 года.
Песня Р. Уильямса начинается словами:

Требуется определённый тип человека с определённой репутацией.

It takes a certain kind of man with a certain reputation
Чтобы снять наличные со всей нации

To alleviate the cash from a whole entire nation

## История
Эстетика клипа и поэтика стихов передают атмосферу «русскости», «русской» культуры и не типичного русского поведения в гипертрофированном виде. В видеоклипе певец танцует с полуобнаженными балеринами и фотомоделями в роли прислуги в интерьерах дворца.
Робби Уильямс, обращаясь к совокупности существующих у западной аудитории образов-стереотипов в отношении современных россиян, формирует в песне нейтральный контекст в стиле «гламур», передающий атмосферу русского, разнузданного и безграничного веселья. Образ главного героя вырастает из релевантного, западного представления о современных русских богачах, которые разбрасывают несметные богатства на любые прихоти вплоть до строительства космической станции.
В сингле использована музыка Сергея Прокофьева «Танец рыцарей» из балета «Ромео и Джульетта» (1935).
Сам Робби, уже посвящавший свои песни умению веселиться, назвал русские вечеринки лучшими в мире.
В емейле, обнаруженном среди архива Surkov leaks, вскрылось что российский бизнесмен Роман Абрамович нанял Уильямса выступить на новогодней вечеринке для внутреннего круга президента Путина, на которой присутствовали Владислав Сурков и Александр Волошин. Вечеринка состоялась в Москве в 2014 и, возможно, послужила источником вдохновения для «Party Like a Russian».
В июне 2018 года в интервью агентству «Reuters» Уильямс заявил о том, что его попросили не исполнять «Party Like a Russian» на церемонии открытия футбольного чемпионата мира в России, однако не уточнил, от кого именно исходила эта просьба.

## Музыкальное видео
В видеоклипе певец танцует с красивыми балеринами в интерьерах дворца. Олигарх вкушает гречку, вареные яйца и сырники в огромных апартаментах музейного вида и громким голосом кричит «Спасибо!». Российская газета привела мнение о том, что Уильямс снял клип в духе «В Питере — пить» рок-музыканта Сергея Шнурова и группы «Ленинград». Действительно, клипы родственны по своей стилистике.
Декорациями для клипа послужили залы и сад Хэтфилд-хаус, усадьбы в городе Хатфилд в графстве Хартфордшир, Англия.
"У нас есть золото и есть душа.
 Веселись, как русский.
 Русью пахнет везде,
 революция витает в воздухе!"

## Чарты
| Чарт (2016)                                | Высшая позиция |
| ------------------------------------------ | -------------- |
| Австралия (ARIA)                           | 62             |
| Австрия (Ö3 Austria Top 40)                | 39             |
| Бельгия/Фландрия (Ultratip Bubbling Under) | 32             |
| Германия (GfK)                             | 72             |
| Шотландия (OCC Scotland)                   | 19             |
| Швейцария (Schweizer Hitparade)            | 52             |
| Великобритания (OCC UK Singles)            | 68             |